# Kuroshitsuji (filme)
O Mordomo de Preto (黒執事, Kuroshitsuji) é um filme japonês de ação, aventura, fantasia, ficção científica e suspense, dirigido por Kentarō Ōtani e Keiichi Sato. O filme foi baseado no mangá Kuroshitsuji escrito por Yana Toboso. No Japão o filme estreou em 1 de janeiro de 2014 e no Brasil, o filme foi transmitido pela Netflix em 15 de junho de 2015.O filme estreou nos cinemas sob o nome de Black Butler: O Mordomo de Preto em 3 de março de 2016.

## Enredo
Num futuro próximo (2020), o mundo se divide em duas nações, a nação ocidental e oriental, ambas nações são unidas. A nação ocidental é marcada pela monarquia e têm muitos espiões (também conhecidos como os cães de guarda da Rainha), que são mandados para coletar informações. A garota Shiori Genpō que também faz parte dos espiões, é uma descendente da família Phantomhive, mas não pode liderar a família por ser mulher e para se vingar das pessoas que mataram seus pais, ela faz um contrato com o mordomo demônio Sebastian Michaelis e começa a vestir roupas masculinas e muda seu nome para Kiyoharu. Sebastian passa a protegê-la, mas em troca ele pede sua alma, até que ela complete sua vingança.

## Elenco
- Hiro Mizushima como Sebastian Michealis, o "Mordomo de Preto"
- Ayame Goriki como Genpo Shiori
- Yûka Muraishi como Wakatsuki Hanae
- Mizuki Yamamoto como Rin/Lyn
- Tomomi Maruyama como Akashi
- Masato Ibu como Kuzo Shinpei
- Takuro Ono como Matsumiya Takaki
- Yu Shirota como Charles Bennett Sato

## Produção
No filme, a ambientação foi mudada para a década de 2020 na Ásia, já no mangá original, a série era ambientada no século 19 em Londres. O produtor Shinzô Matsuhashi afirmou que o cenário do filme foi alterado porque, caso contrário, não poderia haver atores japoneses para o filme. O filme estrelou Hiro Mizushima como Sebastian Michealis, seu primeiro papel de protagonista em três anos.

## Lançamento
O filme foi lançado no Japão em 18 de janeiro de 2014, ficando em terceiro lugar em sua semana de estreia nas bilheterias japonesas, ao lado dos filmes Trick The Movie: Last Stage e Eien no Zero. O filme arrecadou um total de ¥5,243,260 de ienes no Japão.